# You Can Play These Songs with Chords
You Can Play These Songs with Chords (1997) is een cassette geproduceerd door de band Death Cab for Cutie, toen nog een soloproject van Ben Gibbard. Toen de cassette goed werd ontvangen, besloot Gibbard om meer leden te zoeken voor een band om een album uit te brengen.
In 2002 werd de tracklist aangevuld met 10 nummers en opnieuw uitgebracht, onder dezelfde naam.

## Tracklist
1. President of What? - 4:06
2. Champagne from a Paper Cup - 2:34
3. Pictures in an Exhibition - 4:02
4. Hindsight - 3:47
5. That's Incentive - 2:13
6. Amputations - 4:03
7. Two Cars - 3:31
8. Line of Best Fit - 5:49